# Capo di sotto
Il Capo di sotto (Su Cab'e giossu in sardo) è stato una macroarea amministrativa della Sardegna, coincidente sostanzialmente con la città metropolitana di Cagliari e delle province del Sulcis Iglesiente, del Medio Campidano, dell'Ogliastra e buona parte di quella di Oristano, ovvero la Sardegna centro-meridionale avente come polo urbano di riferimento Cagliari, in opposizione al Capo di sopra o Cab'e susu con polo a Sassari. Questa divisione risale storicamente alla dominazione catalano-aragonese e alla divisione amministrativa dell'isola nei due grandi settori operata nel 1355, il "capo di Logudoro" (caput Logudorii) e quello "di Cagliari e Gallura" (caput Calaris et Gallure).
Non esiste in sardo un nome proprio per indicare un abitanti del Cab'e giossu, normalmente definito in modo generico campidanesu con riferimento al Campidano, pianura che occupa buona parte del territorio del Capo di sotto, mentre quelli del Cab'e susu sono chiamati cabesusesus.